# Limnozetes rugosus
Limnozetes rugosus är en kvalsterart som först beskrevs av Sellnick 1923.  Limnozetes rugosus ingår i släktet Limnozetes och familjen Limnozetidae. Inga underarter finns listade i Catalogue of Life.